# Transreflektiv

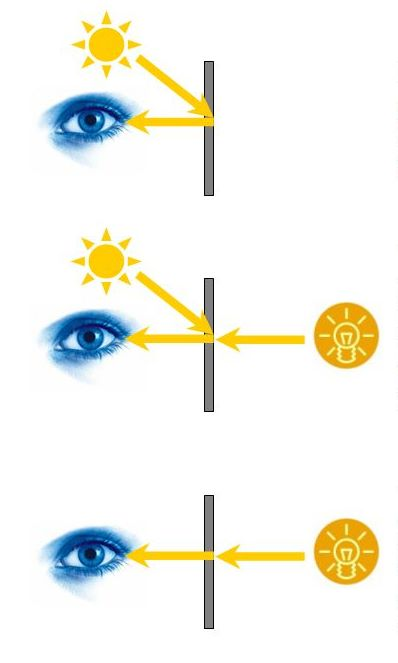
Reflektiv (oben), transflektiv (Mitte), transmissiv (unten)

Eine transreflektiv, auch transflektiv genannte Eigenschaft bezieht sich meist auf ein TFT- oder LC-Display eines digitalen Gerätes (Monitor, Kamera, PDA, Mobiltelefon), welches zusätzlich das Umgebungslicht bzw. Sonnenlicht durch anteilige Reflexion als Lichtquelle nutzt und somit optimale Ablesbarkeit, abhängig von den gegebenen Lichtbedingungen, ermöglicht. Eine frühe Anwendung waren Digitalarmbanduhren, bei welchen auf Knopfdruck hin eine Hintergrundbeleuchtung eingeschaltet wurde.
Nokia führte 2010 eine weiterentwickelte transreflektive Displaytechnologie unter dem Namen ClearBlack ein.
Der Vorteil besteht darin, dass die Technik Strom spart und zudem die Verwendung unter direktem Einfall von Sonnenlicht erlaubt. Rein hintergrundbeleuchtete Displays werden unter Sonnenlicht praktisch blind (schwarz), und man erkennt auf dem Bildschirm nichts mehr. Displays für eine lichtstarke Umgebung ohne direkte Sonneneinstrahlung können alternativ mittels der Technik des Optical Bonding entspiegelt werden, ohne dass ein transreflektives Panel erforderlich wird.
Allerdings haben transflektive Displays oft den Nachteil, dass sie nicht so gleichmäßig ausgeleuchtet sind wie ausschließlich hintergrundbeleuchtete Displays. Auch die Farbbrillanz kann geringer ausfallen als bei hintergrundbeleuchteten Bildschirmen, durch die verwendete Reflexionsfolie kann das Display kontrastärmer und etwas verwaschen wirken.
Man unterscheidet die folgenden drei Arten:
- reflektiv (rückstrahlend): Reflektive Displays werden eingesetzt in Umgebungen mit hohem Umgebungslichtanteil oder bei Anwendungen, bei denen nicht genügend Energie zur Speisung der Hintergrundbeleuchtung vorhanden ist.
- transflektiv (halbdurchlässig): Transflektive Displays haben die Möglichkeit, sowohl reflektiv als auch transmissiv zu arbeiten, und haben gute Betrachtungseigenschaften. Transflektive Displays können in direktem Sonnenlicht und zusammen mit einer Hintergrundbeleuchtung auch bei schwachem Licht betrachtet werden. Transflektive Bildschirme, die zugleich ein Touchscreen sind, lassen sich bei abgeschalteter Hintergrundbeleuchtung deutlich schlechter ablesen, weil das Umgebungslicht die Touchscreen-Schicht zweimal passieren muss.
- transmissiv (durchlässig): Transmissive Displays benötigen immer eine Hintergrundbeleuchtung und haben den vergleichsweise größten Kontrast. Sie sind geeignet bei Anwendungen, bei welchen normalerweise kein direktes Sonnenlicht stört.